# Atherinella pellosemeion
Atherinella pellosemeion är en fiskart som beskrevs av Chernoff, 1986. Atherinella pellosemeion ingår i släktet Atherinella och familjen Atherinopsidae. Inga underarter finns listade.